# Dan Enok Sørensen
Dan Enok Sørensen (født 1964), mag.art. i semitisk filologi og lektor ved teologisk fakultet i Århus. Har udgivet en række dansksprogede udgivelser omhandlende hebraisk sprogs grammatik og opbygning. 